# ギリシア哲学

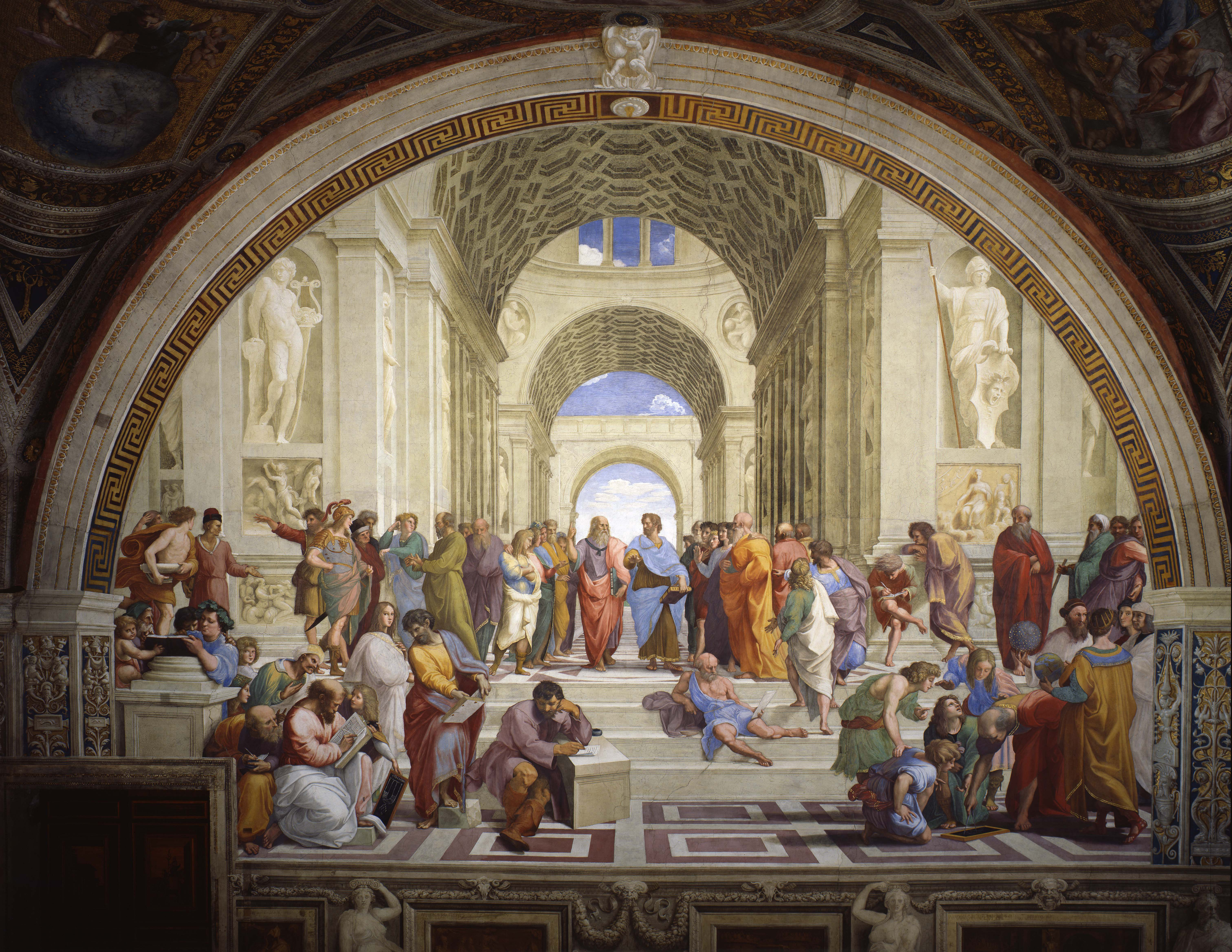
『アテナイの学堂』ラファエロ・サンティオ
1509-1510、フレスコ、500 × 770 cm、バチカン市国
古代ギリシアの叡智の人の群像が描き出されている。

ギリシア哲学（ギリシアてつがく、ギリシャ哲学、ギリシア語: Αρχαία ελληνική φιλοσοφία、ラテン語: Philosophia Graeca antiqua）とは、古代ギリシアで興った哲学の総称。現在でいう哲学のみならず、物理学（自然哲学）や数学を含む学問や学究的営為の総称である。

## 概要
ディオゲネス・ラエルティオスはギリシア哲学の起源を、アナクシマンドロスから始まるイオニア学派（厳密にはミレトス学派）と、ピタゴラスから始まるイタリア学派（ピタゴラス教団のこと）に大別し、ソクラテス（ソクラテス学派）やプラトン（古アカデメイア学派）は前者の系譜で、パルメニデス、ゼノン（ともにエレア派）、エピクロス（エピクロス学派）らは後者の系譜であると主張している。さらにディオゲネス・ラエルティオスは、哲学には自然学・ 倫理学・論理学の三つの部門があり、まず自然学が発達し、次いでソクラテスが倫理学を加え、ゼノンが論理学を確立し、倫理学にはアカデメイア学派、キュレネ学派、エリス学派、メガラ学派、キュニコス学派、エレトリア学派、詭弁学派（ソフィストなど）、逍遙学派（ペリパトス学派）、ストア学派、エピクロス学派という10の学派があったとも主張している。
どこまでをギリシア哲学の範囲に含めるかは自明ではない。ギリシア哲学は後にシリア語・アラビア語にも取り入れられ、イスラム哲学において重要な役割を果たしている。また、ギリシア語・ギリシア哲学は東ローマ帝国にも受け継がれ、東欧・ロシアにも伝わっているが、通常これらは（ギリシア哲学を含む）西欧哲学の範疇から外されている。ローマ帝国の哲学はギリシア語を使っていても、ローマ哲学と呼ばれることがある。「ギリシア」の範疇も明確ではない。ギリシア本土だけではなく、古来より小アジアやシチリアからもギリシア哲学者が数多く輩出されていた。それでもヘレニズム期まではギリシア語・ギリシア神話を共通基盤としていたが、アレクサンドロス大王以降はギリシア語を母語としない哲学者も輩出された。さらに哲学の中心が再びシリアやエジプトに移り、ギリシア語は東地中海世界のリンガフランカとなって、『新約聖書』にも使用された話し言葉コイネーが普及した。古代末期にはギリシア語が堪能でないアウグスティヌスのような哲学者もいた。
哲学の意味も明確ではない。哲学がジャンルとして成立したのは前4世紀半ばであり、それ以前に活躍した知識人は学者・詩人・政治家・歴史家・医師などに分類された。その結果、ソロン、ヘロドトス、トゥキュディデス、ヒポクラテス、アリストファネスらとその学派は倫理的言説が残されていても哲学者の範疇から外された。

## 名称
「哲学（古代ギリシア語: Φιλοσοφία、古代ギリシア語ラテン翻字: philosophía、ピロソピア）」および「哲学者（ピロソポス）」という言葉を最初に用いたのはピタゴラスであると言われる。「哲学者」を含めた「知者（ソポス）」は「ソフィスト（古代ギリシア語: Σοφιστής、古代ギリシア語ラテン翻字: sophistēs、ソピステース）」とも呼ばれ、詩人もこれに含まれた。ギリシアの哲人などと形容される。

## 他文明からの影響
ギリシア文明の成立時には、メソポタミア文明・エジプト文明・ヒッタイト・フェニキア・古代イスラエルなど、広範な影響力と既に長い歴史を持つ文化圏が周辺に存在していた。ギリシア人はそれらの文明・文化から様々な影響を受けたと考えられている。しかし20世紀半ばまで古代ギリシアが真正な文明の原点であるというヨーロッパ・アイデンティティとギリシア中心主義は根強く、他文明からの影響は意図的に無視されていた。20世紀末から反動が起こり、さまざまなアプローチからギリシア文明における他文化圏からの影響が検証されるようになってきている。

### エジプト
ギリシア人はエジプト文明を単に先行する文明ではなく、ギリシア文明の起源とみなしていた。事実として多くのギリシア人がエジプトを訪れ、科学・技術・宗教・思想などを学び、それらをギリシアに導入していた。特にギリシア哲学のルーツとして重要なタレスやピタゴラス、プラトンらもエジプトを訪問した経験があるとされている。しかし、プラトンがエジプトを訪れた可能性については疑問視する向きもある。もしこれが作られた伝説であるなら、プラトンをタレス、ピタゴラスに並ぶ哲学の祖であると位置づける意図が考えられ、ギリシア人にとってエジプトが知的先進地として大きな役割を果たしていたことがうかがえる。これに対抗してディオゲネス・ラエルティオスなどのように、哲学の発祥地がギリシアであると主張する者もいた。
エジプトに関わっていた主な哲学者・知識人は以下の通り。
- ソロン - エジプト訪問伝承あり
- タレス - エジプト訪問伝承あり
- ピタゴラス - エジプト訪問伝承あり
- プラトン - エジプト訪問伝承あり
- エウドクソス - エジプト訪問伝承あり
- リュクルゴス - エジプト訪問伝承あり
- オルペウス - エジプト訪問伝承あり
- メラムプース - エジプト訪問伝承あり
- ダイダロス - エジプト訪問伝承あり
- ホメロス - エジプト訪問伝承あり
- デモクリトス - エジプト訪問伝承あり
- オイノピデス - エジプト訪問伝承あり
- クセノパネス - エジプト訪問説あり
- アレクサンドリアのフィロン - エジプト出身
- クレメンス - エジプト出身
- アンモニオス・サッカス - エジプトで活躍
- プロティノス - エジプト出身

### メソポタミア
メソポタミアはエジプトほどギリシアにとって大きな存在ではなかったが、ギリシアの叙事詩の中に『ギルガメシュ叙事詩』の影響が垣間見えるとされている。

### ゾロアスター教
ギリシア人はペルシア人の諸宗教（イラン神話・マゴス神官団・ズルワーン教・ゾロアスター教など）について不正確ながらも度々言及している。これらの言及は後のゾロアスター教・ザラスシュトラ観に影響を与えた。
一部の学者から以下の者にはゾロアスター教の影響があると指摘されている
- アナクシマンドロス
- ヘラクレイトス
- プラトン
- プロティノス

### セム的一神教
ギリシア神話は多神教であり、エジプト・メソポタミア・トラキアなどの神々を取り入れる柔軟さがあった。この点がギリシア哲学者たちから批判され、一神教的な思想が形成された。それゆえギリシア哲学とセム的一神教（キリスト教・イスラム教・ユダヤ教）の相性は悪くない。特にプラトンは古代から『旧約聖書』との関係が指摘されていた。アレクサンドリアのフィロンはプラトンがモーセから影響を受けたとみなし、ヌメニオスもプラトンを「アッカド語を話すモーセ」と呼んだ。前2世紀には『旧約聖書』ギリシア語訳が書かれ、『新約聖書』もギリシア語で書かれている。
キリスト教はギリシア哲学より後発であるが、キリスト教徒であったギリシア哲学者は少なくない。また、現在となってはキリスト教徒による資料（ヒッポリュトス『異教徒論駁』や中世の写本）を用いずにギリシア哲学を再現することは不可能である。その点でギリシア哲学からキリスト教要素を取り除くことはできない。
ギリシア哲学は東方にも伝わり、アリストテレスらの一部著作はアラビア語・ヘブライ語・シリア語・アルメニア語などの訳でのみ見つかっている。特にアラビア語訳の文化的意義は大きいものの、基本的にはギリシア語写本によって伝承されてきた。

## 主な哲学者

### 古代ギリシア哲学
ソクラテス以降。主に古典期ギリシアの哲学。
- ソクラテス
- プラトン（古アカデメイア派）
- アリストテレス（逍遙学派またはペリパトス派）
- 小ソクラテス学派 - ソクラテスの弟子たちが設立。
  - キュニコス派（犬儒学派） - アンティステネス、ディオゲネス、テーバイのクラテス
  - キュレネ派 - アリスティッポス
  - メガラ学派 - メガラのエウクレイデス
  - エリス/エレトリア学派 - エリスのパイドン

### ヘレニズム哲学
- 新プラトン主義 - プロティノス（エジプト人）、アンモニオス・サッカス、ポルピュリオス（シリア人）、ゼトス（Zethos、アラブ人）、イアンブリコス（シリア人）、プロクロス
- アカデメイア派懐疑主義（中期アカデメイア派） - アルケシラオス、カルネアデス
- ピュロン主義 - ピュロン、セクストス・エンペイリコス
- ストア派 - ゼノン、クレアンテス、クリュシッポス、マロスのクラテス、パナイティオス、ポセイドニオス、セネカ（ローマ人）、エピクテトス、マルクス・アウレリウス・アントニヌス（ローマ人）
- エピクロス主義 - エピクロス、ルクレティウス（ローマ人）
- 新ピタゴラス主義
- 折衷主義 - キケロ（ローマ人）

### 中世
中世には、ギリシア教父らによって新プラトン主義が発展した。一方、西欧ではローマの没落とともにギリシャ語の読み方がわかる人も少なくなった。
かつては エピクロス派資料が現存していないことから、キリスト教徒に破壊されたのではないかとする見方もあったが、現在では古代後期から同派が衰退していたことが残されていない理由であるとみられている。キリスト教化したローマ帝国～中世ヨーロッパにおいても、ギリシア哲学は教養や教育カリキュラムとして有用であり、ギリシア語圏であった東ローマを中心に大量の写本が作られた。キリスト教内の異端的文書を除いて意図的に破棄されることはなかったとされている。プラトン・アリストテレス・ストア派の哲学はキリスト教神学の構築に用いられ、東ローマでは特に尊重されていた。ただし、過度な応用は警戒されていたようで、1082年にはヨハンネス・イタロスが裁判にかけられているが、例外的な事例とみられている。
イスラム教アッバース朝のカリフたちはギリシア哲学の写本を収集して、翻訳家を雇った。キンディー、ファーラービー、イブン・スィーナー、イブン・ルシュドといったイスラーム哲学者たちがイスラム教の文脈の中でギリシア哲学を解釈し直した。それが中世盛期にヨーロッパに伝播し、アラビア語からラテン語への翻訳を通して、ギリシア哲学が西洋で復活した。ギリシア哲学はアラビアの新しい注釈とともに、トマス・アクィナスなどの中世哲学に多大な影響を与えた。